# Макарий (Кучин)
Архиепископ Макарий Кучин (ум. 24 июля 1635, Тобольск) — архиепископ Сибирский и Тобольский, миссионер.

## Биография
Родился в Костромской губернии.
С 1618 года был настоятелем Костромского Богоявленского монастыря.
В 1620 году был назначен членом Комиссии для расследования чудес, совершавшихся при гробе основателя Чухломского Городецкого монастыря преподобного Авраамия Галичского († 1375).
19 декабря 1624 года хиротонисан во епископа Сибирского и Тобольского с возведением в сан архиепископа. Прибыл в епархию в 1625 году.
Заботился о пополнении священнических кадров епархии, окрестил мансийских князей Алачевых.
Преосвященный Макарий — архипастырь благостный, кроткий и молитвенный, распространитель Православия в Восточной Сибири. Первый на Руси выступил с проповедью против торга женщинами.
Скончался 24 июля 1635 года. Погребен в Тобольском соборе 31 мая 1636 года, то есть спустя почти год после смерти. Погребение совершал новоприбывший Тобольский архиепископ Нектарий (Теляшин), так как погребение иерарха могло совершаться только иерархом.